# Toppserien 2009
La Toppserien 2009 è stata la 26ª edizione della massima serie del campionato norvegese femminile di calcio. La competizione è iniziata il 13 aprile ed è terminata il 31 ottobre 2009. Il campionato è stato vinto dal Røa per la quarta volta, nonché la terza consecutiva, società che vede anche primeggiare nella classifica delle marcatrici con Lene Mykjåland, autrice di 20 reti.

## Stagione

### Novità
Dalla Toppserien 2008 erano stati retrocessi il Larvik e il Fart, mentre dalla 1. divisjon 2008 erano stati promossi il Sandviken e il Fortuna Ålesund, quest'ultimo alla prima partecipazione in Toppserien, rispettivamente primo e secondo in classifica.

### Formula
Le 12 squadre partecipanti si affrontavano in un girone all'italiana con partite di andata e ritorno per un totale di 22 giornate. La squadra campione di Norvegia aveva il diritto di partecipare alla UEFA Women's Champions League 2010-2011 partendo dai sedicesimi di finale. Le ultime due classificate retrocedevano direttamente in 1. divisjon.

## Squadre partecipanti
| Club            | Città      | Stadio                 | Stagione 2008           |
| --------------- | ---------- | ---------------------- | ----------------------- |
| Amazon Grimstad | Grimstad   | Levermyr stadion       | 8º posto in Toppserien  |
| Arna-Bjørnar    | Arna       | Arna Idrettspark       | 5º posto in Toppserien  |
| Fløya           | Tromsø     | Fløyabanen             | 7º posto in Toppserien  |
| Fortuna Ålesund | Ålesund    | ???                    | 2º posto in 1. divisjon |
| Kattem          | Trondheim  | Byåsen Arena           | 10º posto in Toppserien |
| Klepp           | Klepp      | Klepp Stadion          | 6º posto in Toppserien  |
| Kolbotn         | Kolbotn    | Sofiemyr Stadion       | 4º posto in Toppserien  |
| Røa             | Oslo       | Røa Kunstgress         | Campione di Norvegia    |
| Sandviken       | Sandviken  | Stemmemyren Kunstgress | 1º posto in 1. divisjon |
| Stabæk          | Bærum      | Nadderud Stadion       | -                       |
| Team Strømmen   | Lillestrøm | LSK-hallen             | 2º posto in Toppserien  |
| Trondheims-Ørn  | Trondheim  | Ranheim Stadion        | 9º posto in Toppserien  |

## Classifica finale
|  | Pos. | Squadra         | Pt | G  | V  | N | P  | GF | GS | DR  |
|  | ---- | --------------- | -- | -- | -- | - | -- | -- | -- | --- |
|  | 1.   | Røa             | 56 | 22 | 18 | 2 | 2  | 64 | 16 | +48 |
|  | 2.   | Stabæk          | 53 | 22 | 16 | 5 | 1  | 83 | 15 | +68 |
|  | 3.   | Kolbotn         | 50 | 22 | 16 | 2 | 4  | 51 | 25 | +26 |
|  | 4.   | Team Strømmen   | 36 | 22 | 11 | 3 | 8  | 48 | 31 | +17 |
|  | 5.   | Arna-Bjørnar    | 33 | 22 | 9  | 6 | 7  | 37 | 35 | +2  |
|  | 6.   | Trondheims-Ørn  | 31 | 22 | 9  | 4 | 9  | 37 | 41 | −4  |
|  | 7.   | Klepp           | 30 | 22 | 8  | 6 | 8  | 39 | 38 | +1  |
|  | 8.   | Kattem          | 25 | 22 | 7  | 4 | 11 | 28 | 45 | −17 |
|  | 9.   | Amazon Grimstad | 22 | 22 | 7  | 1 | 14 | 14 | 33 | −19 |
|  | 10.  | Fløya (-4)      | 21 | 22 | 7  | 4 | 11 | 36 | 37 | −1  |
|  | 11.  | Sandviken       | 11 | 22 | 3  | 2 | 17 | 20 | 72 | −52 |
|  | 12.  | Fortuna Ålesund | 3  | 22 | 0  | 3 | 19 | 18 | 87 | −69 |

Legenda:
      Campione di Norvegia e ammessa alla UEFA Women's Champions League 2010-2011
      Retrocessa in 1. divisjon 2010
Note:
Tre punti a vittoria, uno a pareggio, zero a sconfitta.
La classifica viene stilata secondo i seguenti criteri:
- Punti conquistati
- Differenza reti generale
- Reti totali realizzate
- Punti conquistati negli scontri diretti
- Differenza reti negli scontri diretti
- Reti realizzate in trasferta negli scontri diretti (solo tra due squadre)
- Reti realizzate negli scontri diretti
- play-off (solo per decidere la squadra campione, l'ammissione agli spareggi e le retrocessioni).

## Statistiche

### Classifica marcatrici
Statistiche da sito federazione
| Gol |  |  | Giocatore         | Squadra        |
| --- |  |  | ----------------- | -------------- |
| 20  |  |  | Lene Mykjåland    | Røa            |
| 19  |  |  | Kristy Moore      | Stabæk         |
| 17  |  |  | Lise Klaveness    | Stabæk         |
| 16  |  |  | Kristin Lie       | Trondheims-Ørn |
| 16  |  |  | Melissa Wiik      | Stabæk         |
| 13  |  |  | Isabell Herlovsen | Kolbotn        |
| 13  |  |  | Una Nwajei        | Team Strømmen  |
| 13  |  |  | Elise Thorsnes    | Røa            |
| 12  |  |  | Miriam Mumtaz     | Kolbotn        |
| 10  |  |  | Rebecca Angus     | Kolbotn        |
| 10  |  |  | Anneli Giske      | Fløya          |